# Tanapol Udomlap
Tanapol Udomlap (* 15. Februar 1989) ist ein thailändischer Fußballspieler.

## Karriere
Tanapol Udomlap stand bis Ende 2009 bei den Suvarnabhumi Customs unter Vertrag. Der Verein spielte in der zweiten Liga des Landes, der Thai Premier League Division 1. 2010 wechselte er zum Drittligisten Bangkok FC. Mit dem Verein, der ebenfalls in Bangkok beheimatet war, spielte er in der dritten Liga, der damaligen Regional League Division 2. Hier trat man in der Bangkok Region an. Ende 2010 feierte er mit dem Verein die Meisterschaft und den Aufstieg in die zweite Liga. Nach der Meisterschaft verließ er den Verein und wechselte zum Erstligisten Thailand Tobacco Monopoly FC. Ein Jahr später ging er wieder in die zweite Liga. Hier unterschrieb er in Bangkok einen Vertrag bei Air Force United. 2013 nahm ihn der Erstligist Police United unter Vertrag. Zum Zweitligisten Trat FC aus Trat wechselte er die Saison 2014. Für den Ligakonkurrenten Songkhla United aus Songkhla spielte er die Saison 2015. Der in der dritten Liga spielende Grakcu Looktabfa nahm ihn die Saison 2016 unter Vertrag. Mit dem Verein spielte er in der Central/Eastern Region. Super Power Samut Prakan FC, ein Erstligist aus Samut Prakan, nahm ihn für die Saison 2017 unter Vertrag. Für Super Power spielte er elfmal in der ersten Liga. Ende 2017 musste er mit Super Power in die zweite Liga absteigen. Nach dem Abstieg verpflichtete ihn der Bangkoker Zweitligist Army United. 2019 spielte er 18-mal für den Zweitligisten Samut Sakhon FC aus Samut Sakhon in der Thai League 2. Anfang 2020 unterschrieb er einen Vertrag beim Zweitligisten MOF Customs United FC. Mitte 2020 wurde der Vertrag aufgelöst.
Seit dem 1. Juli 2020 ist Tanapol Udomlap vertrags- und vereinslos.

## Erfolge
Bangkok FC
- Regional League Division 2 – Bangkok: 2010  ▲